# Luxey
Luxey (Lucsèir, en gascon) est une commune du Sud-Ouest de la France, située dans le département des Landes (région Nouvelle-Aquitaine).
La commune s'étend sur 16 000 ha. Elle est la troisième commune la plus étendue des Landes après Biscarrosse et Sabres. L'agriculture occupe environ 11 % du territoire.

## Géographie

### Localisation
Commune située dans la forêt des Landes sur la Petite Leyre et faisant partie du parc naturel régional des Landes de Gascogne. Elle est limitrophe du département de la Gironde.

### Communes limitrophes
Les communes limitrophes sont Callen, Labrit, Lencouacq, Sabres, Le Sen, Sore, Trensacq et Lucmau.
| Sore                          | Callen |                                      |
| Trensacq (par un quadripoint) | Luxey  | Lucmau (Gironde, par un quadripoint) |
| Sabres, Labrit                | Le Sen | Lencouacq                            |

### Climat
Le climat qui caractérise la commune est qualifié, en 2010, de « climat océanique altéré », selon la typologie des climats de la France qui compte alors huit grands types de climats en métropole. En 2020, la commune ressort du même type de climat dans la classification établie par Météo-France, qui ne compte désormais, en première approche, que cinq grands types de climats en métropole. Il s’agit d’une zone de transition entre le climat océanique et les climats de montagne et le climat semi-continental. Les écarts de température entre hiver et été augmentent avec l'éloignement de la mer. La pluviométrie est plus faible qu'en bord de mer, sauf aux abords des reliefs.
Les paramètres climatiques qui ont permis d’établir la typologie de 2010 comportent six variables pour les températures et huit pour les précipitations, dont les valeurs correspondent à la normale 1971-2000. Les sept principales variables caractérisant la commune sont présentées dans l'encadré ci-après.
| Paramètres climatiques communaux sur la période 1971-2000 - Moyenne annuelle de température : 12,6 °C - Nombre de jours avec une température inférieure à −5 °C : 3 j - Nombre de jours avec une température supérieure à 30 °C : 7,7 j - Amplitude thermique annuelle : 14,1 °C - Cumuls annuels de précipitation : 995 mm - Nombre de jours de précipitation en janvier : 12,1 j - Nombre de jours de précipitation en juillet : 7,6 j |

Avec le changement climatique, ces variables ont évolué. Une étude réalisée en 2014 par la Direction générale de l'Énergie et du Climat complétée par des études régionales prévoit en effet que la  température moyenne devrait croître et la pluviométrie moyenne baisser, avec toutefois de fortes variations régionales. La station météorologique de Météo-France installée sur la commune et mise en service en 1988 permet de connaître l'évolution des indicateurs météorologiques. Le tableau détaillé pour la période 1981-2010 est présenté ci-après.
| Mois                                  | jan.         | fév.           | mars          | avril         | mai           | juin          | jui.          | août           | sep.          | oct.          | nov.           | déc.         | année      |
| ------------------------------------- | ------------ | -------------- | ------------- | ------------- | ------------- | ------------- | ------------- | -------------- | ------------- | ------------- | -------------- | ------------ | ---------- |
| Température minimale moyenne (°C)     | 2,2          | 1,9            | 3,6           | 5,8           | 9,5           | 12,3          | 13,7          | 14             | 10,5          | 8,9           | 4,9            | 2,7          | 7,5        |
| Température moyenne (°C)              | 6,7          | 7,4            | 9,9           | 11,9          | 16,1          | 18,9          | 20,8          | 20,9           | 17,6          | 14,4          | 9,6            | 6,9          | 13,5       |
| Température maximale moyenne (°C)     | 11,3         | 12,8           | 16,2          | 18            | 22,6          | 25,5          | 27,8          | 27,8           | 24,6          | 19,9          | 14,3           | 11,1         | 19,4       |
| Record de froid (°C) date du record   | −13 13.01.03 | −15,5 11.02.12 | −13 01.03.05  | −6 04.04.1996 | −2,5 06.05.19 | −0,5 01.06.06 | 4,5 15.07.16  | 3,5 29.08.1998 | −1,5 25.09.02 | −7 31.10.1997 | −12 22.11.1998 | −15 17.12.01 | −15,5 2012 |
| Record de chaleur (°C) date du record | 21 28.01.02  | 28,5 27.02.19  | 28,5 30.03.17 | 34 30.04.05   | 37 26.05.17   | 41 27.06.11   | 41,5 19.07.16 | 41,5 07.08.20  | 39 14.09.20   | 34 04.10.04   | 27 02.11.20    | 21 07.12.00  | 41,5 2020  |
| Précipitations (mm)                   | 90,5         | 79             | 73,7          | 89,6          | 79,6          | 64,3          | 61,8          | 66,2           | 73,5          | 91,6          | 107            | 99           | 975,8      |

## Urbanisme

### Typologie
Au 1er janvier 2024, Luxey est catégorisée commune rurale à habitat dispersé, selon la nouvelle grille communale de densité à sept niveaux définie par l'Insee en 2022.
Elle est située hors unité urbaine et hors attraction des villes,.

### Occupation des sols

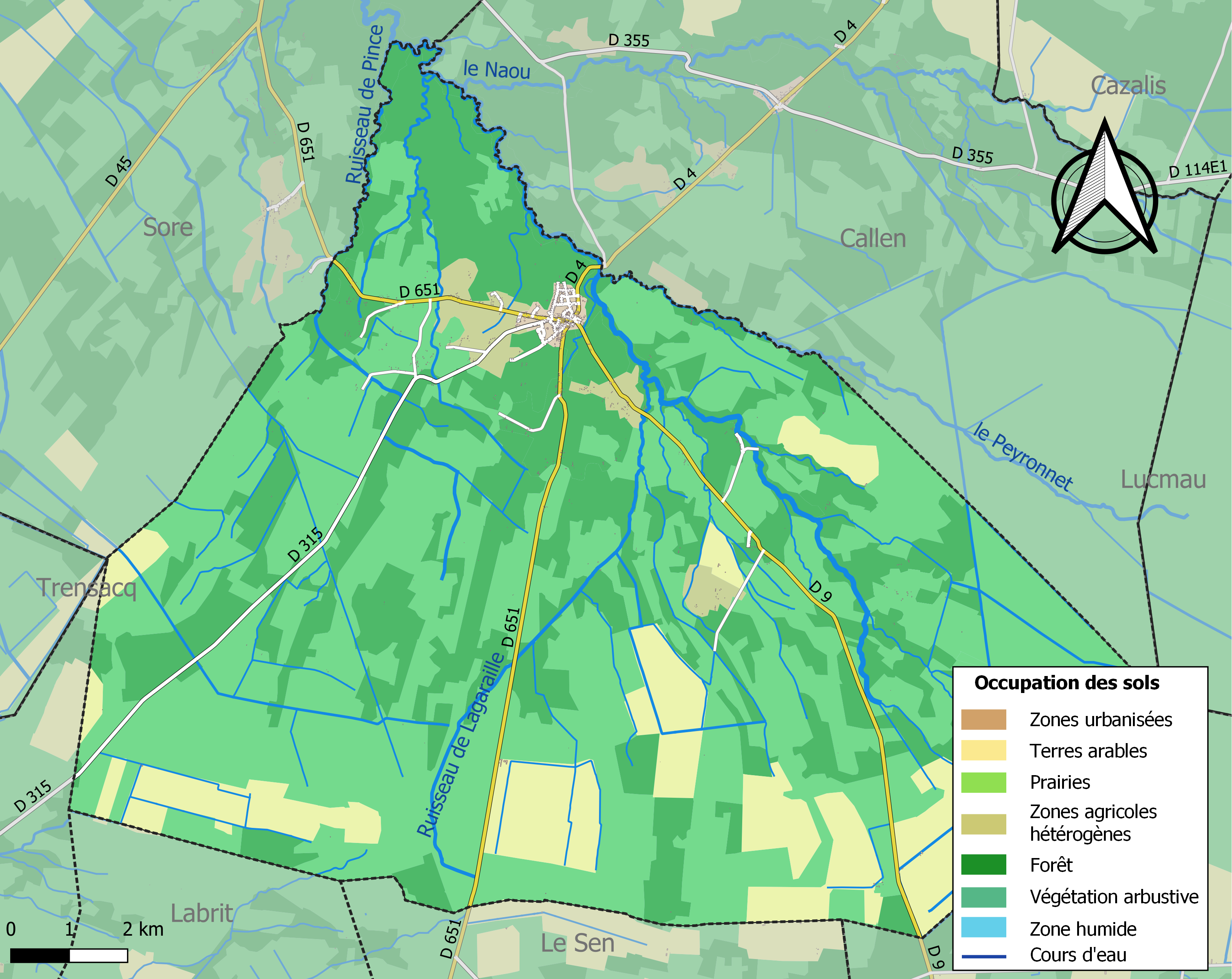
Carte des infrastructures et de l'occupation des sols de la commune en 2018 (CLC).

L'occupation des sols de la commune, telle qu'elle ressort de la base de données européenne d’occupation biophysique des sols Corine Land Cover (CLC), est marquée par l'importance des forêts et milieux semi-naturels (85,8 % en 2018), en diminution par rapport à 1990 (87,1 %). La répartition détaillée en 2018 est la suivante : milieux à végétation arbustive et/ou herbacée (54,7 %), forêts (31,1 %), terres arables (12 %), zones agricoles hétérogènes (1,8 %), zones urbanisées (0,5 %). L'évolution de l’occupation des sols de la commune et de ses infrastructures peut être observée sur les différentes représentations cartographiques du territoire : la carte de Cassini (XVIIIe siècle), la carte d'état-major (1820-1866) et les cartes ou photos aériennes de l'IGN pour la période actuelle (1950 à aujourd'hui).

### Risques majeurs
Le territoire de la commune de Luxey est vulnérable à différents aléas naturels : météorologiques (tempête, orage, neige, grand froid, canicule ou sécheresse), feux de forêts, mouvements de terrains et séisme (sismicité très faible). Un site publié par le BRGM permet d'évaluer simplement et rapidement les risques d'un bien localisé soit par son adresse soit par le numéro de sa parcelle.
Luxey est exposée au risque de feu de forêt. Depuis le 20 avril 2016, les départements de la Gironde, des Landes et de Lot-et-Garonne disposent d’un règlement interdépartemental de protection de la forêt contre les incendies. Ce règlement vise à mieux prévenir les incendies de forêt, à faciliter les interventions des services et à limiter les conséquences, que ce soit par le débroussaillement, la limitation de l’apport du feu ou la réglementation des activités en forêt. Il définit en particulier cinq niveaux de vigilance croissants auxquels sont associés différentes mesures,.
Les mouvements de terrains susceptibles de se produire sur la commune sont des tassements différentiels.

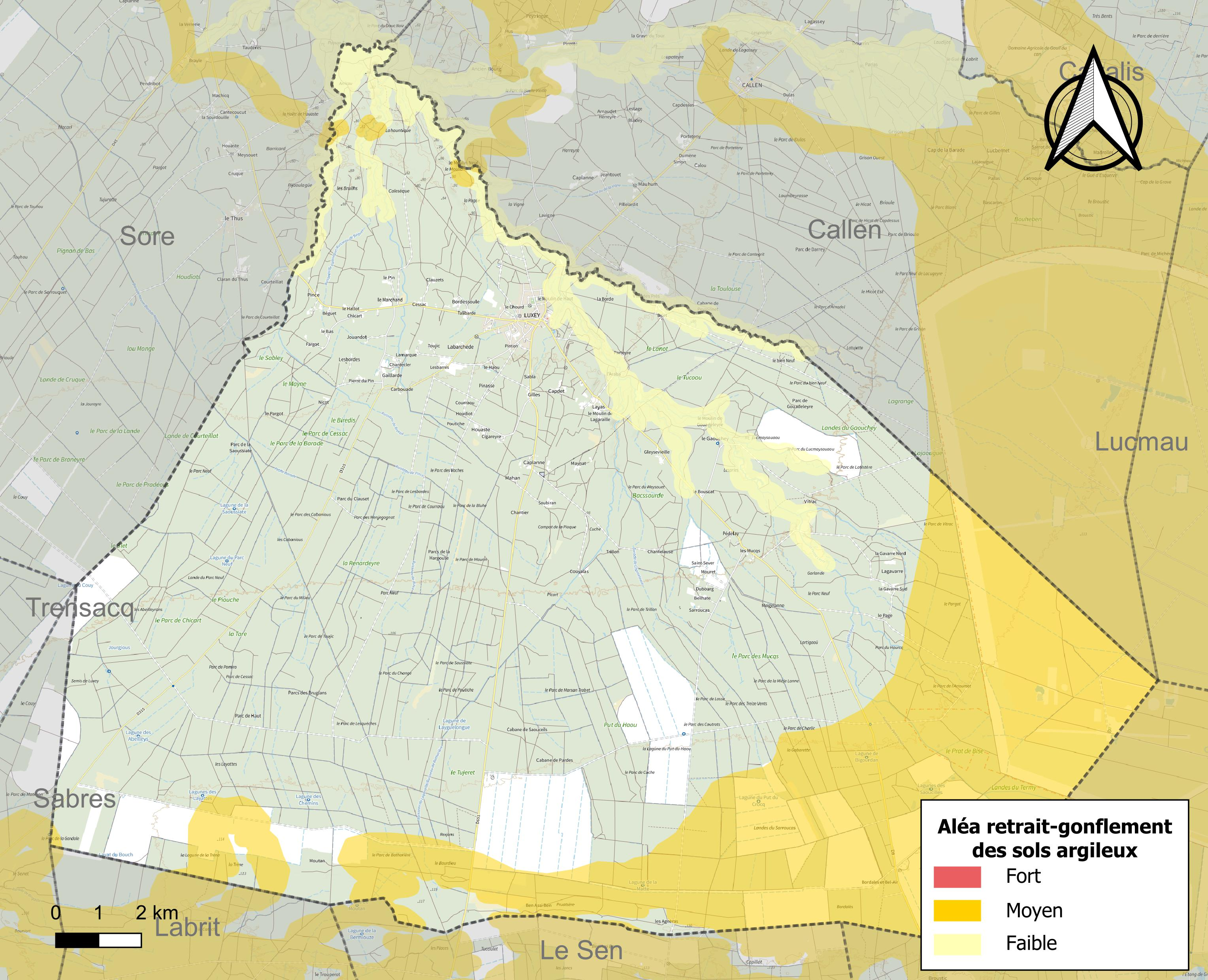
Carte des zones d'aléa retrait-gonflement des sols argileux de Luxey.

Le retrait-gonflement des sols argileux est susceptible d'engendrer des dommages importants aux bâtiments en cas d’alternance de périodes de sécheresse et de pluie. 23,3 % de la superficie communale est en aléa moyen ou fort (19,2 % au niveau départemental et 48,5 % au niveau national). Sur les 437 bâtiments dénombrés sur la commune en 2019, 5 sont en aléa moyen ou fort, soit 1 %, à comparer aux 17 % au niveau départemental et 54 % au niveau national. Une cartographie de l'exposition du territoire national au retrait gonflement des sols argileux est disponible sur le site du BRGM,.
La commune a été reconnue en état de catastrophe naturelle au titre des dommages causés par les inondations et coulées de boue survenues en 1999, 2009 et 2020 et par des mouvements de terrain en 1999.

## Histoire
Site gallo-romain
Au Moyen Âge, Luxey, mentionné en 1274, relevait de la seigneurie d'Albret.
En 1886, le chemin de fer arrive dans la commune avec l'ouverture de la ligne du Nizan à Luxey qui dessert la gare de Luxey.

## Politique et administration
| Période                                  | Période  | Identité          | Étiquette | Qualité                                                                        |
| ---------------------------------------- | -------- | ----------------- | --------- | ------------------------------------------------------------------------------ |
| mai 1992                                 | 2001     | Robert Lauga      |           |                                                                                |
| mars 2001                                | 2014     | Jean-Marie Boudey | PS        | Ingénieur retraité Conseiller général du canton de Sore (1994-2008)(2010-2015) |
| 2014                                     | En cours | Serge Sore        | PS        | Responsable comptable et financier, conseiller régional depuis 2017            |
| Les données manquantes sont à compléter. |          |                   |           |                                                                                |

## Démographie
| 1793  | 1800  | 1806  | 1821  | 1831  | 1836  | 1841  | 1846  | 1851  |
| ----- | ----- | ----- | ----- | ----- | ----- | ----- | ----- | ----- |
| 1 379 | 1 140 | 1 244 | 1 486 | 1 308 | 1 534 | 1 532 | 1 624 | 1 678 |

| 1856  | 1861  | 1866  | 1872  | 1876  | 1881  | 1886  | 1891  | 1896  |
| ----- | ----- | ----- | ----- | ----- | ----- | ----- | ----- | ----- |
| 1 668 | 1 678 | 1 693 | 1 616 | 1 570 | 1 522 | 1 565 | 1 511 | 1 606 |

| 1901  | 1906  | 1911  | 1921  | 1926  | 1931  | 1936  | 1946  | 1954  |
| ----- | ----- | ----- | ----- | ----- | ----- | ----- | ----- | ----- |
| 1 589 | 1 576 | 1 600 | 1 499 | 1 534 | 1 383 | 1 218 | 1 148 | 1 019 |

| 1962 | 1968 | 1975 | 1982 | 1990 | 1999 | 2005 | 2006 | 2010 |
| ---- | ---- | ---- | ---- | ---- | ---- | ---- | ---- | ---- |
| 933  | 813  | 721  | 731  | 680  | 658  | 683  | 689  | 662  |

| 2015 | 2020 | 2022 | - | - | - | - | - | - |
| ---- | ---- | ---- | - | - | - | - | - | - |
| 670  | 654  | 653  | - | - | - | - | - | - |

## Lieux et monuments
- Atelier des produits résineux (écomusée de la gemme), inscrit aux monuments historiques par arrêté du 19 février 1990[27].
- Maison de l'Estupe Huc : a été créée pour sensibiliser les visiteurs à l'importance de la prévention et de la lutte contre l'incendie, en retraçant l'évolution de la défense contre les incendies dans la forêt des Landes. Le nom d'Estupe Huc, qui signifie en gascon « Éteins le feu », désigne un appareil manuel inventé par un sylviculteur de Luxey en 1934 qui permet d'extraire l'eau du sol pour éteindre les incendies[28].
- Maisons et bergeries du XVIIIe siècle.
- Des maisons landaises en torchis et à colombage dont trois dans le bourg : la première, datée du 11 juin 1772, porte le poinçon de la ferme de façade orné de la poule et du renard, devenu l'emblème du parc naturel régional des Landes de Gascogne. Une deuxième, datée du 15 juin 1773, a accueilli le cercle de l'Union jusqu’après la Deuxième Guerre mondiale. La troisième, datée du 17 août 1781 (inscription sur la poutre de façade et signée DT initiales du charpentier), est située sur la route de Mont-de-Marsan. Elle fut la propriété du Petit Landais. Cette maison et son airial attenant, dont il reste encore la plupart des corps de bâtiment, assez unique en centre bourg, n'a pas de fondation car elle aurait été démontée dans la Haute Landes et reconstituée dans le bourg de Luxey à une date inconnue mais très ancienne. Cette maison landaise appartient à la même famille depuis l'origine et y a vu naître tous ses propriétaires jusqu'en 1950 (familles Berthet, Manciet, Duluc, Nompeix).

Maisons landaises Bourg Luxey
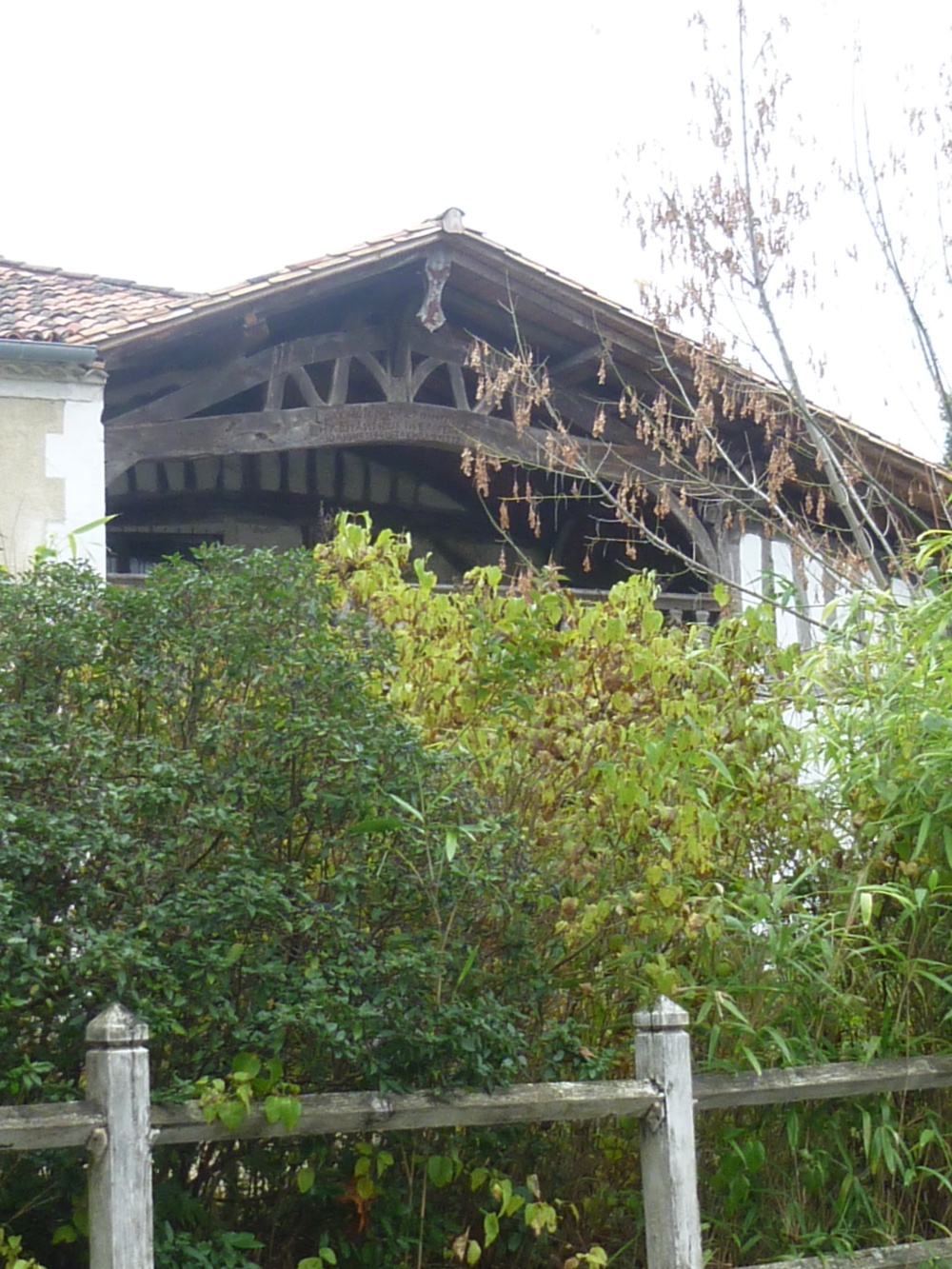
Maison 1, datée du 11 juin 1772.
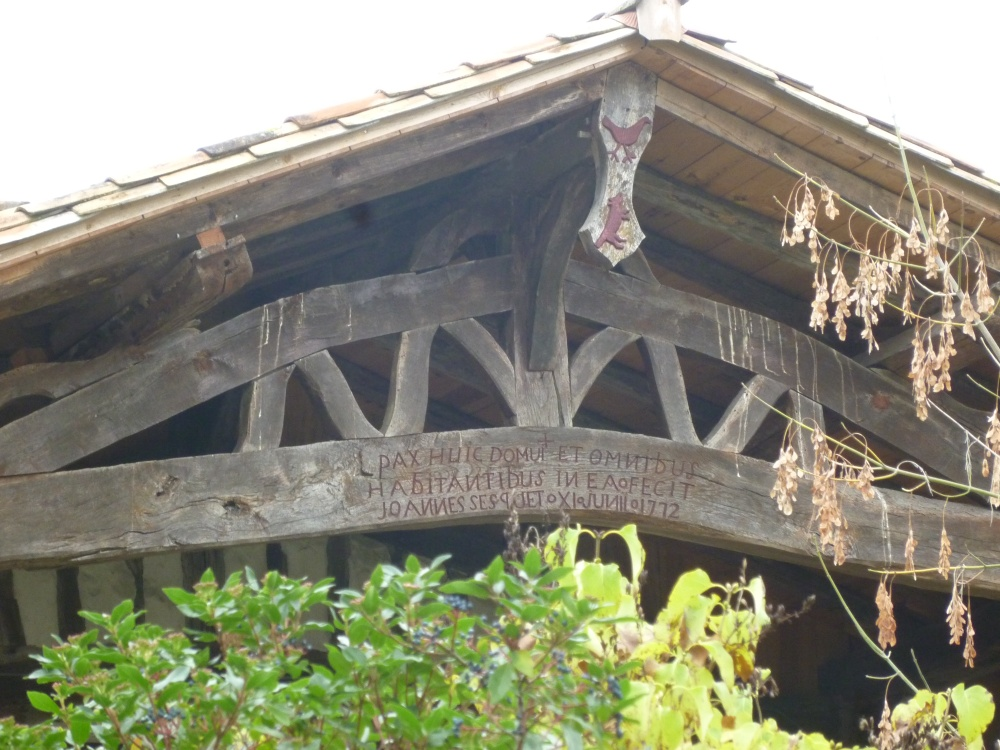
Maison 1 (zoom), la poule et le renard.
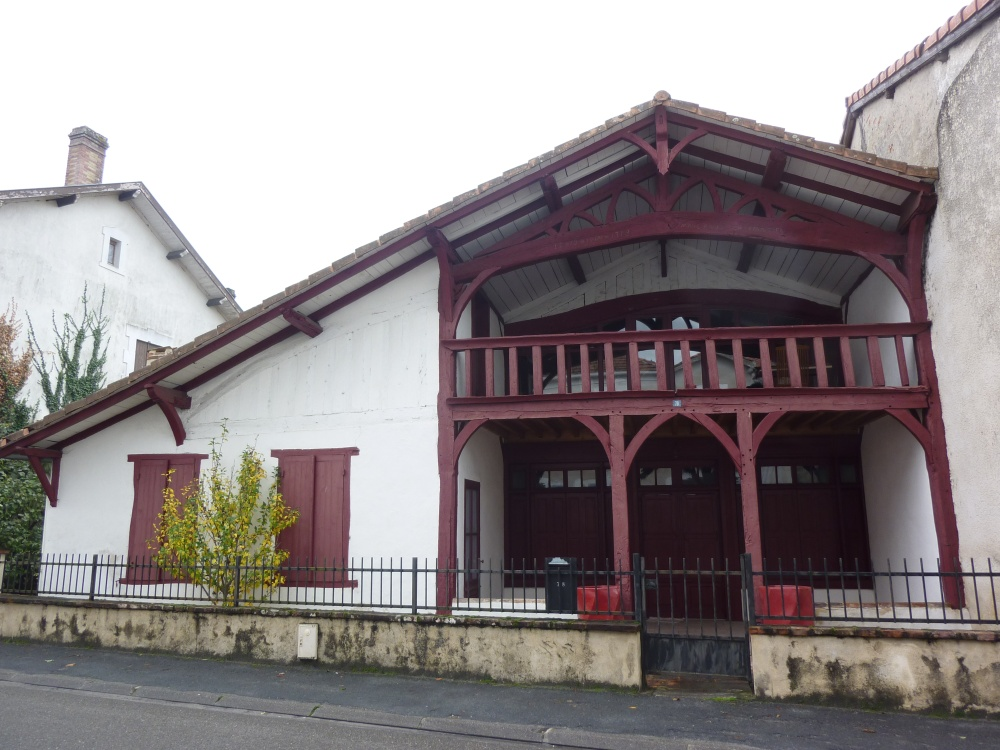
Maison 2, ancien cercle de l'Union.
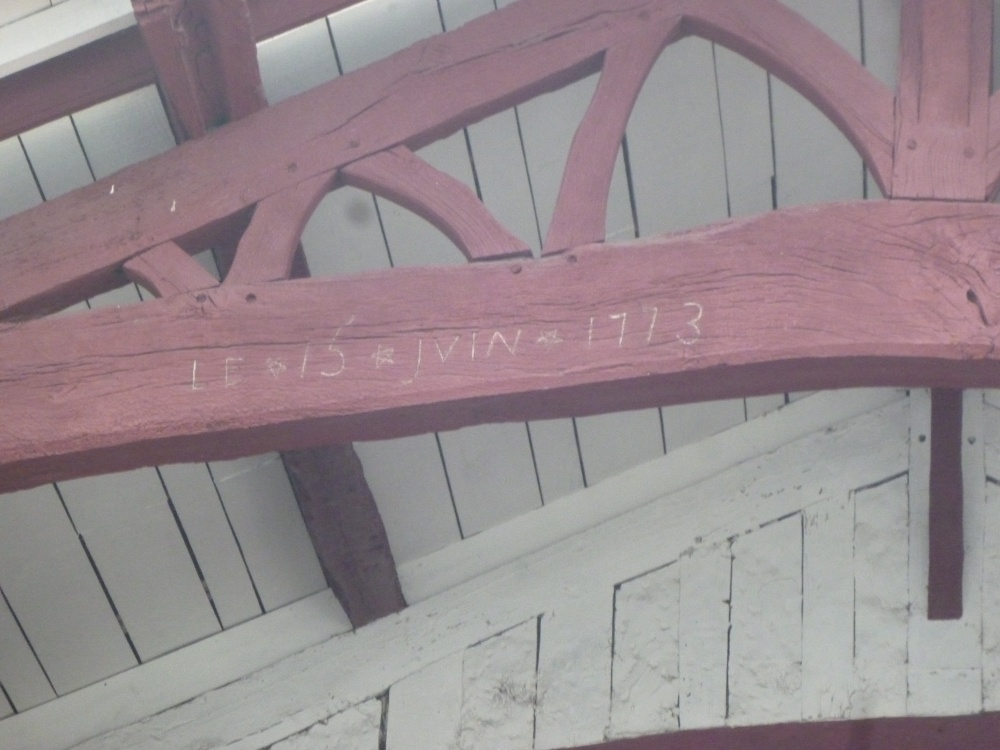
Maison 2 (zoom), datée du 15 juin 1773.
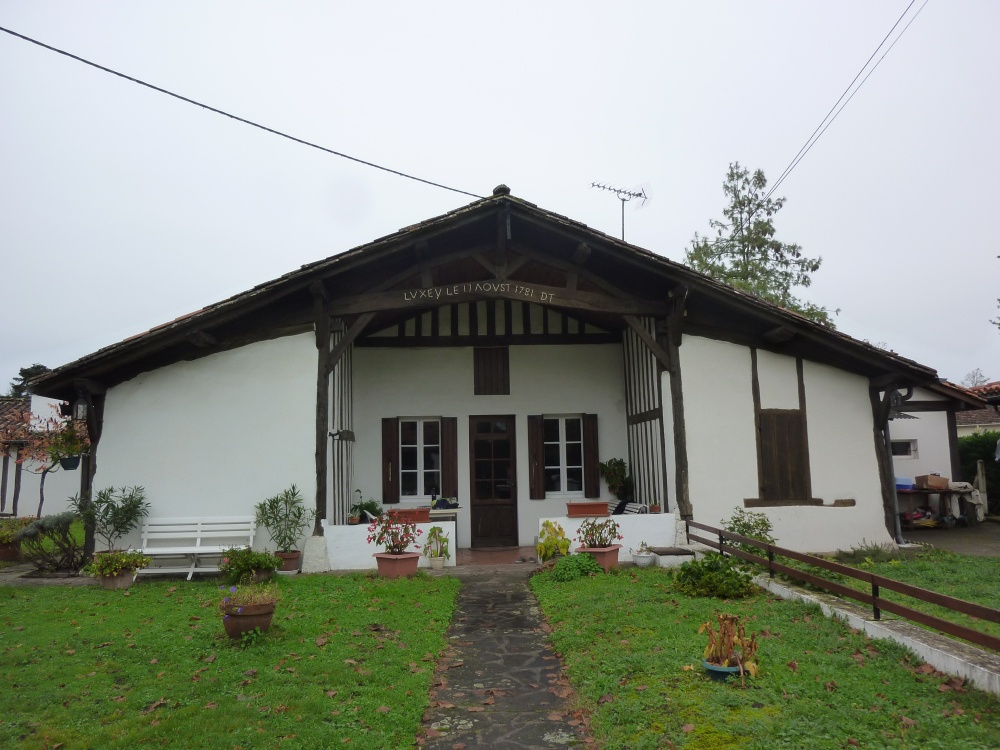
Maison 3, sur la route de Mont-de-Marsan.
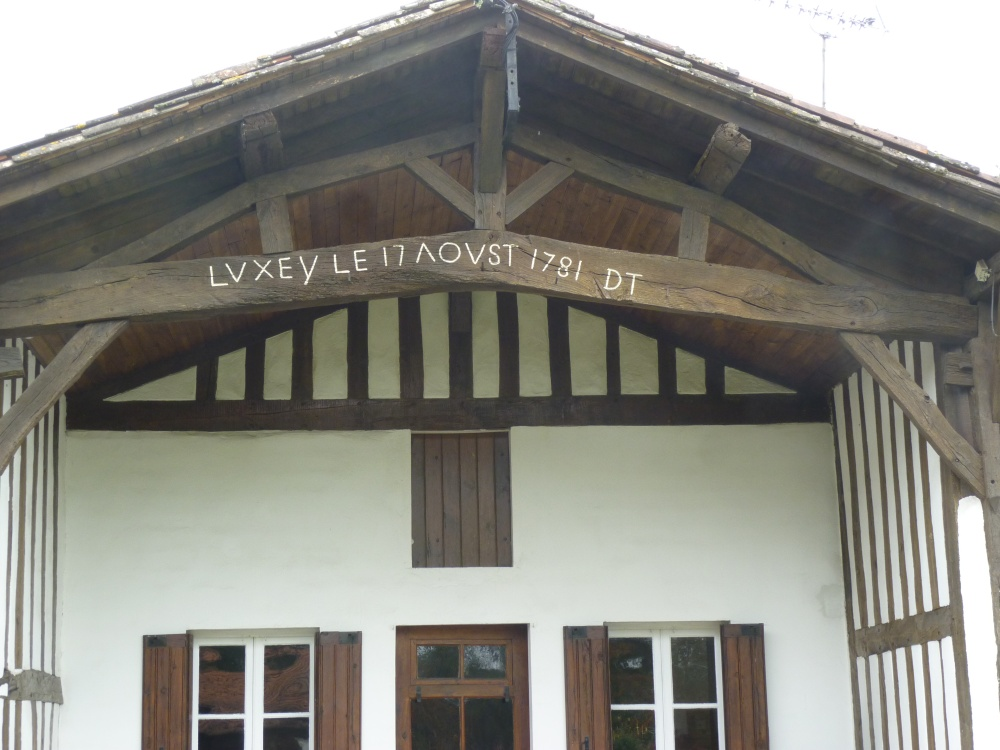
Maison 3 (zoom), datée du 17 août 1781.

- Église Saint-Jean-Baptiste de Luxey[29]. pyxide du XIIIe siècle et porte du XVIIe siècle
- Berges de la Petite Leyre, sur la route de Callen, endroit bucolique, frais et reposant.
- Fontaine de Saint-Eutrope (1re route à gauche après le pont de la petite Leyre sur la route de Callen) est dite « miraculeuse ». Elle est supposée « soigner » la vue. Une fête y est organisée en l'honneur du saint tous les ans au 1er mai, car vers le milieu du XXe siècle, un muguet très abondant fleurissait au pied de cette source. Elle est située à l'emplacement de l'ancien bourg de Callen et le chemin qui y mène est tracé sur l'ancien cimetière. Dans la maison en ruine attenante est né le fameux charpentier de Luxey Louis Duluc (1890-1955)appelé le "Petit Landais".
- Site de Garlande, espace naturel sensible.
- Cercle de l'Union : café associatif fondé le 11/07/1897. Fonctionne toujours selon les principes définis par ses fondateurs.
- Camp du Poteau.

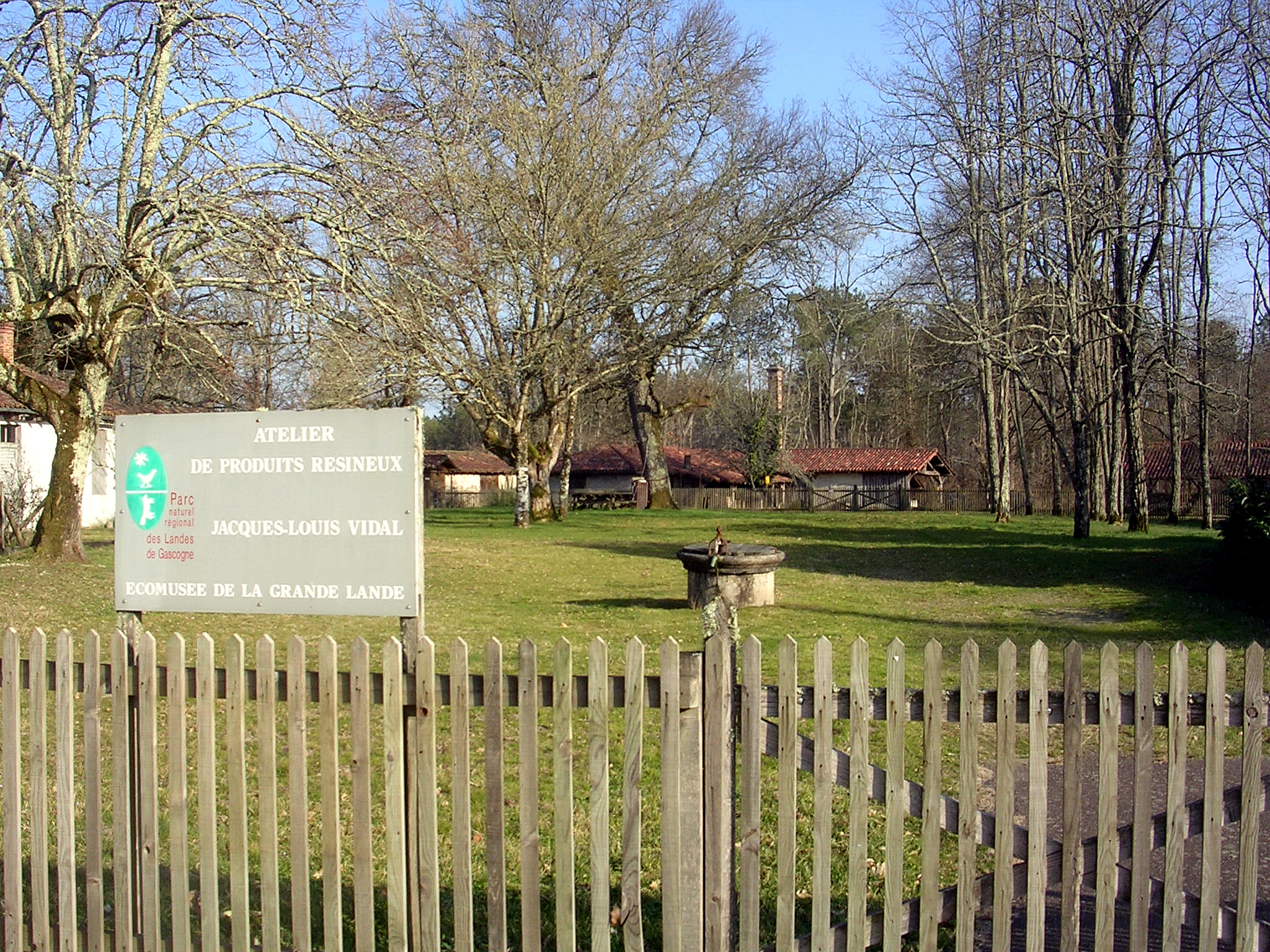
Atelier des produits résineux. (Écomusée de la gemme inscrit aux monuments historiques le 19/02/90).

## Personnalités liées à la commune
- Louis Duluc (1890-1955): charpentier et compagnon du Tour de France, appelé le « Petit Landais » par les compagnons, a participé à l'exposition universelle de Bruxelles de 1910 et à celle de Paris en 1937, désignée sous le vocable d'« Exposition des arts et techniques dans la vie moderne ». Il était également gardien (en fait il assurait l'allumage quotidien) du phare de Luxey, appelé « phare de rappel » de couleur blanche et à éclipse, dont la portée était de 40 km. Son scintillement entrecoupé d'extinction transmettait la lettre K en morse indication de l'aérodrome de Mont-de-Marsan. Ce phare servait aux avions postaux (Air Bleu) qui volaient de nuit sur la ligne Le Bourget-Bordeaux avec prolongement vers Pau avec escale à Mont-de-Marsan.
- Paul Paviot (1926-2017), réalisateur de cinéma et de télévision.

## Événements
- Le festival Musicalarue[30] a lieu à Luxey chaque année depuis 1989. Historiquement, sur 2, ou 4 jours autour du 15 août. Il accueille 15 000 spectateurs par soir sur une dizaine de scènes pour des spectacles de musique et d'art de rue dans l'enceinte même du village. L'association organise également des spectacles en dehors de la saison estivale, à Luxey et dans les villages aux alentours. Elle gère la salle de spectacle « Les Cigales ». En 2020, et pour la première fois de son histoire, le festival a été annulé en raison de la crise sanitaire liée au COVID-19. En 2021, toujours en raison du COVID-19, il s'est tenu sur 9 jours[31], sur une seule scène pour la partie musicale.